# Réaction en chaîne par polymérase emboitée

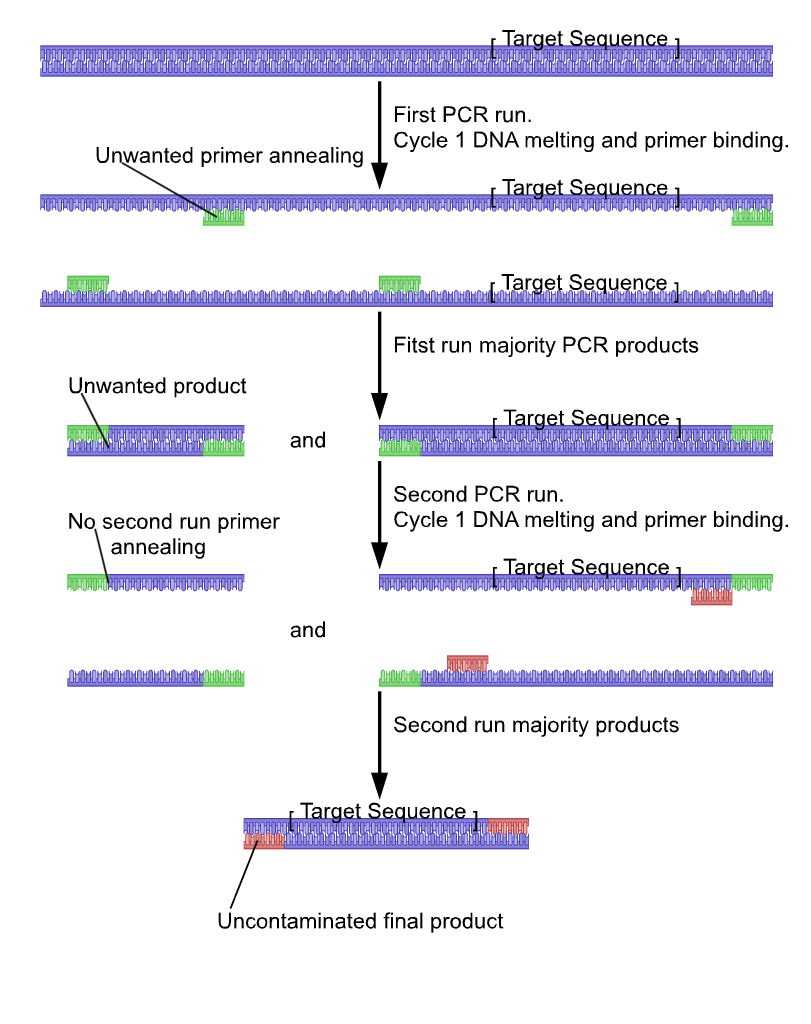
Diagramme illustrant la méthode de PCR nichée.

La réaction en chaîne par polymérase emboîtée (PCR emboîtée) également appelée PCR nichée (Nested PCR) ou gigogne, est une modification de la PCR classique dans le but de réduire la quantité de produits non spécifiques consécutifs à la liaison des amorces à des sites inattendus.
La réaction en chaîne à polymérase en elle-même est un processus qui permet d'amplifier des séquences d'ADN via l'utilisation d'une ADN polymérase thermorégulée. Le produit peut être utilisé pour du séquençage ou de l'analyse et ce processus représente la clé de voûte de nombreuses recherches et applications de laboratoires de génétique, telles que la police scientifique ou les empreintes ADN. La PCR conventionnelle requiert des amorces complémentaires aux extrémités de la cible ADN. La liaison des amorces à des sites incorrectes est un problème récurrent aboutissant à l'amplification de séquences inattendues.
Ainsi, la PCR nichée permet, par l'implication de deux paires d'amorces utilisées successivement de limiter ce phénomène, la seconde paire d'amorces étant censée amplifier une séquence se trouvant au sein du produit de la première PCR.

## Étapes
1. La cible ADN subit la première PCR avec une première paire d'amorces (en vert sur le diagramme). Parmi les différents produits de PCR obtenus, un seul contient la séquence attendue.
2. Le produit de la première réaction subit une seconde PCR avec une seconde paire d'amorces, ici en rouge. Il est très improbable que le produit non souhaité au départ contienne les sites de liaison pour cette seconde paire d'amorces, assurant que le produit de la seconde PCR soit très peu contaminé par du produit non souhaité de dimères d'amorces, de structures en épingle à cheveux ou encore de séquence cibles alternatives.